# Janine Pietsch
Janine Pietsch (Berlín, RDA, 30 de junio de 1982) es una deportista alemana que compitió en natación, especialista en el estilo espalda.
Ganó dos medallas de oro en el Campeonato Mundial de Natación en Piscina Corta de 2006, dos medallas en el Campeonato Europeo de Natación de 2006 y 18 medallas en el Campeonato Europeo de Natación en Piscina Corta entre los años 2001 y 2007.
En 2009, Janine Pietsch recibió el premio Jetzt-erst-recht de Baviera por su enfoque abierto de la enfermedad, y en 2010 también fue galardonada con el Health Media Award por su compromiso médico.

## Palmarés internacional
| Campeonato Mundial en Piscina Corta | Campeonato Mundial en Piscina Corta | Campeonato Mundial en Piscina Corta | Campeonato Mundial en Piscina Corta |
| Año                                 | Lugar                               | Medalla                             | Prueba                              |
| ----------------------------------- | ----------------------------------- | ----------------------------------- | ----------------------------------- |
| 2006                                | Shanghái (China)                    | Medalla de oro                      | 50 m espalda                        |
| 2006                                | Shanghái (China)                    | Medalla de oro                      | 100 m espalda                       |
| Campeonato Europeo                  |                                     |                                     |                                     |
| Año                                 | Lugar                               | Medalla                             | Prueba                              |
| 2006                                | Budapest (Hungría)                  | Medalla de oro                      | 50 m espalda                        |
| 2006                                | Budapest (Hungría)                  | Medalla de bronce                   | 100 m espalda                       |
| Campeonato Europeo en Piscina Corta |                                     |                                     |                                     |
| Año                                 | Lugar                               | Medalla                             | Prueba                              |
| 2001                                | Amberes (Bélgica)                   | Medalla de plata                    | 4 × 50 m estilos                    |
| 2001                                | Amberes (Bélgica)                   | Medalla de bronce                   | 50 m espalda                        |
| 2001                                | Amberes (Bélgica)                   | Medalla de bronce                   | 100 m espalda                       |
| 2001                                | Amberes (Bélgica)                   | Medalla de bronce                   | 4 × 50 m libre                      |
| 2002                                | Riesa (Alemania)                    | Medalla de plata                    | 4 × 50 m estilos                    |
| 2002                                | Riesa (Alemania)                    | Medalla de bronce                   | 50 m espalda                        |
| 2002                                | Riesa (Alemania)                    | Medalla de bronce                   | 4 × 50 m libre                      |
| 2003                                | Dublín (Irlanda)                    | Medalla de plata                    | 4 × 50 m estilos                    |
| 2004                                | Viena (Austria)                     | Medalla de plata                    | 4 × 50 m libre                      |
| 2004                                | Viena (Austria)                     | Medalla de plata                    | 4 × 50 m estilos                    |
| 2005                                | Trieste (Italia)                    | Medalla de plata                    | 50 m espalda                        |
| 2005                                | Trieste (Italia)                    | Medalla de plata                    | 4 × 50 m estilos                    |
| 2005                                | Trieste (Italia)                    | Medalla de bronce                   | 100 m espalda                       |
| 2006                                | Helsinki (Finlandia)                | Medalla de oro                      | 50 m espalda                        |
| 2006                                | Helsinki (Finlandia)                | Medalla de oro                      | 4 × 50 m estilos                    |
| 2007                                | Debrecen (Hungría)                  | Medalla de oro                      | 4 × 50 m estilos                    |
| 2007                                | Debrecen (Hungría)                  | Medalla de plata                    | 50 m espalda                        |
| 2007                                | Debrecen (Hungría)                  | Medalla de bronce                   | 100 m espalda                       |